# کریم فکور
کریم فکور (۵ اسفند ۱۳۰۴ – ۷ شهریور ۱۳۷۵) حقوقدان، شاعر, ترانه سرا و روزنامه‌نگار ایرانی بود.

## زندگی‌نامه
کریم فکور یکی از ترانه‌سرایان معاصر ایران بود. وی فارغ‌التحصیل دانشگاه تهران در رشته حقوق با درجه لیسانس بود.
وی بیش از ۷۰۰ ترانه سرود که تعداد زیادی از آن‌ها توسط خواننده‌های معروف آن دوران در رادیو ایران اجرا شدند. همچنین ترجمه اشعار برخی فیلم‌های موزیکال از جمله اشک‌ها و لبخندها توسط وی صورت گرفته‌است. همچنین وی در کار آهنگسازی و نویسندگی دست داشت که در این زمینه هم آثاری از وی به جای مانده‌است.
هم چنین شعر غوغای ستارگان که به " اوج آسمان " نیز مشهور است سرودهٔ این ترانه سرای ایرانی است .

## ترانه‌ها
| خواننده                   | نام ترانه            | ترانه سرا | آهنگساز          | تنظیم                  |
| ------------------------- | -------------------- | --------- | ---------------- | ---------------------- |
| غلامحسین بنان             | الهه ناز             | کریم فکور | اکبر محسنی       | اکبر محسنی، کاظم عالمی |
| پروین و محمد اصفهانی      | غوغای ستارگان        | کریم فکور | همایون خرم       | کامبیز روشن‌روان        |
| پروین و محمد اصفهانی      | مهر و ماه (پیک سحری) | کریم فکور | همایون خرم       | کامبیز روشن‌روان        |
| ویگن                      | برگ خزان             | کریم فکور | فرانسوی          |                        |
| ویگن                      | شهر گناه             | کریم فکور | خارجی            |                        |
| ویگن                      | دام گیسو             | کریم فکور | افشین مغرازی     |                        |
| ویگن                      | شعله                 | کریم فکور | ایتالیایی        | آلوارو سپاستیان        |
| ویگن                      | بیگانه بیا           | کریم فکور | زاون اوهانیان    |                        |
| ویگن                      | ای صبح آرزو          | کریم فکور | خارجی            |                        |
| ویگن                      | رخت لاله(خنده گل)    | کریم فکور | زاون اوهانیان    |                        |
| ویگن                      | گل سرخ بهار          | کریم فکور | عطاءالله خرم     |                        |
| ویگن                      | گل بهشتی             | کریم فکور | عطاءالله خرم     |                        |
| ویگن                      | گناه عشق             | کریم فکور | عطاءالله خرم     |                        |
| ویگن                      | شانه و بهانه         | کریم فکور | عطاءالله خرم     |                        |
| ویگن                      | عشق مقدس             | کریم فکور | انوشیروان روحانی |                        |
| ویگن، الهه                | همسایه               | کریم فکور | کریم فکور        |                        |
| ویگن، پوران               | آتش نشانی            | کریم فکور | کریم فکور        |                        |
| ویگن، پوران، الهه و ایرج  | رقص لاله             | کریم فکور | حسین صمدی        |                        |
| ویگن ، رامش               | یارم کجا و من کجا    | کریم فکور | کریم فکور        |                        |
| ویگن، بهشته               | دست بدست             | کریم فکور | کریم فکور        |                        |
| ویگن ، الهه               | شکارچی در دام        | کریم فکور | کریم فکور        |                        |
| ویگن ، الهه               | فال قهوه             | کریم فکور | کریم فکور        |                        |
| ویگن، پوران               | گل بهاری             | کریم فکور | کریم فکور        |                        |
| ویگن ، پوران ، حمید قنبری | ره زن دل(پلیس)       | کریم فکور | کریم فکور        |                        |
| ویگن ، پوران              | چشمه مهتاب           | کریم فکور | کریم فکور        |                        |
| ویگن ، پوران              | مرا یاد تو را فراموش | کریم فکور | کریم فکور        |                        |
| ویگن ، پوران              | بهار و جوانی         | منظر      | کریم فکور        |                        |
| ویگن                      | پولک سیمین           | کریم فکور | عطاءالله خرم     |                        |
| ویگن                      | آبادان               | کریم فکور | عطاءالله خرم     |                        |
| ویگن                      | طوق طلا              | کریم فکور | زاون اوهانیان    |                        |
| هایده ، مازیار            | فریاد                | کریم فکور | انوشیروان روحانی | انوشیروان روحانی       |
| پوران                     | دشت سرخ              | کریم فکور | انوشیروان روحانی | انوشیروان روحانی       |
| پوران                     | دل من طاقت نداره     | کریم فکور | انوشیروان روحانی | انوشیروان روحانی       |
| پوران ، ایرج              | از من بگذر           | کریم فکور | انوشیروان روحانی | انوشیروان روحانی       |
| عارف                      | اشک یتیم             | کریم فکور | انوشیروان روحانی | انوشیروان روحانی       |
| عارف                      | کیمیایی محبت         | کریم فکور | انوشیروان روحانی | انوشیروان روحانی       |
| امیر رسایی                | رفتم من از یاد       | کریم فکور | سیاوش قمیشی      | سیاوش قمیشی            |
| پروانه نمازی              | شب‌های تهران          | کریم فکور | مجید وفادار      |                        |
| پروین، بهرام حصیری        | درد عشق و انتظار     | کریم فکور | همایون خرم       |                        |
| علیرضا افتخاری            | شب دلشکسته‌ها         | کریم فکور | مهدی خالدی       |                        |
| علیرضا افتخاری            | گل میخک              | کریم فکور | جواد لشکری       | مهرداد پازوکی          |
| علیرضا افتخاری            | نامه رسان            | کریم فکور | جواد لشکری       | مهرداد پازوکی          |

## الهه ناز
باز
ای الهه‌ی ناز
با دل من بساز
کین غم جان گداز
برود ز برم
گر
دل من نیاسود
از گناه تو بود
بیا تا ز سر
گنهت گذرم
باز
می‌کنم دست یاری به سویت دراز
بیا تا غم خود را با راز و نیاز
ز خاطر ببرم
گر
نکند تیر خشمت دلم را هدف
به خدا همچون مرغ پر شور و شعف
به سویت بپرم
آن‌که او به غمت دل بندد چون من کیست
ناز تو بیش از این بهر چیست
تو الهه نازی، در بزمم بنشین
من تو را وفادارم، بیا که جز این
نباشد هنرم
این همه بی‌وفایی ندارد ثمر
به خدا اگر از من نگیری خبر
نیابی اثرم

## غوغای ستارگان (امشب در سر شوری دارم)
امشب در سر شوری دارم
امشب در دل نوری دارم
باز امشب در اوج آسمانم
رازی باشد با ستارگانم
امشب يک سر شوق و شورم
از اين عالم گويی دورم
از شادی پرگيرم که رسم به فلک
سرود هستی خوانم در بر حور و ملک
در آسمان ها غوغا فکنم
سبو بريزم ساغر شکنم
در آسمان ها غوغا فکنم
سبو بریزم ساغر شکنم
با ماه و پروين سخنی گويم
از روی مه خود اثری جويم
جان يابم زين شب ها
جان يابم زين شب ها
ماه و زهره را به طرب آرم
از خود بی خبرم ز شعف دارم
نغمه ای بر لب ها
نغمه ای بر لب ها
امشب در سر شوری دارم
امشب در دل نوری دارم
باز امشب در اوج آسمانم
رازی باشد با ستارگانم
امشب يک سر شوق و شورم
از اين عالم گويی دورم